# Generálpodplukovník
Generálpodplukovník je generálská hodnost vzniklá v Jugoslávské lidové armádě a užívaná i armádami některých nástupnických států Jugoslávie. Tvoří stupeň mezi generálmajorem a generálplukovníkem či generálem, a odpovídá hodnosti generálporučíka v ozbrojených silách jiných zemí.

## Černá Hora
Černá Hora hodnost General Potpukovnik používá u armády i letectva. Nižší hodnost je General Major a vyšší General Pukovnik. Ekvivalentem používaným u námořnictva je Viceadmiral.

Hodnostní označení u armády
Hodnostní označení u letectva

## Severní Makedonie
V ozbrojených silách Severní Makedonie je generálpodplukovník (makedonsky генерал потполковник) hodností vyšší než generálmajor a nižší než generál.

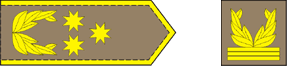
Hodnostní označení

## Slovinsko
V ozbrojených silách Slovinska je generálpodplukovník (slovinsky generalpodpolkovnik) hodností vyšší než generalmajor a nižší než general. V systému hodností dle standardizačního ujednání NATO STANAG 2116 odpovídá stupni OF-8.

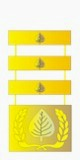
Generalpodpolkovnik

## Srbsko
V ozbrojených silách Srbska je hodnost generálpodplukovníka (srbsky генерал-потпуковник) vyšší než generálmajor a nižší než generálplukovník. Je užívána pro generály velící divizím.

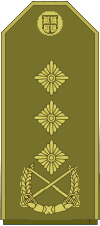
Hodnostní označení u pozemního vojska
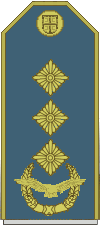
Distinkce u letectva a vojsk protivzdušné obrany